# 콩다민
콩다민(Condamine)는 프랑스 오베르뉴론알프 앵주의 코뮌이다.
지역 주민은 '콩다미누아' (Condaminois)라고 부른다.

## 지리
낭튀아 아롱디스망, 플라토도트빌 캉통에 속해 있으며, 오트뷔제 복합공동체의 일원이다.
마을 명칭은 중세시대에 영주에게 종속된 토지를 뜻하는 라틴어 'condominium'에서 따왔다. 
마을 내에 생피에르 교회 (L'église Saint-Pierre)라는 예배당이 있다.

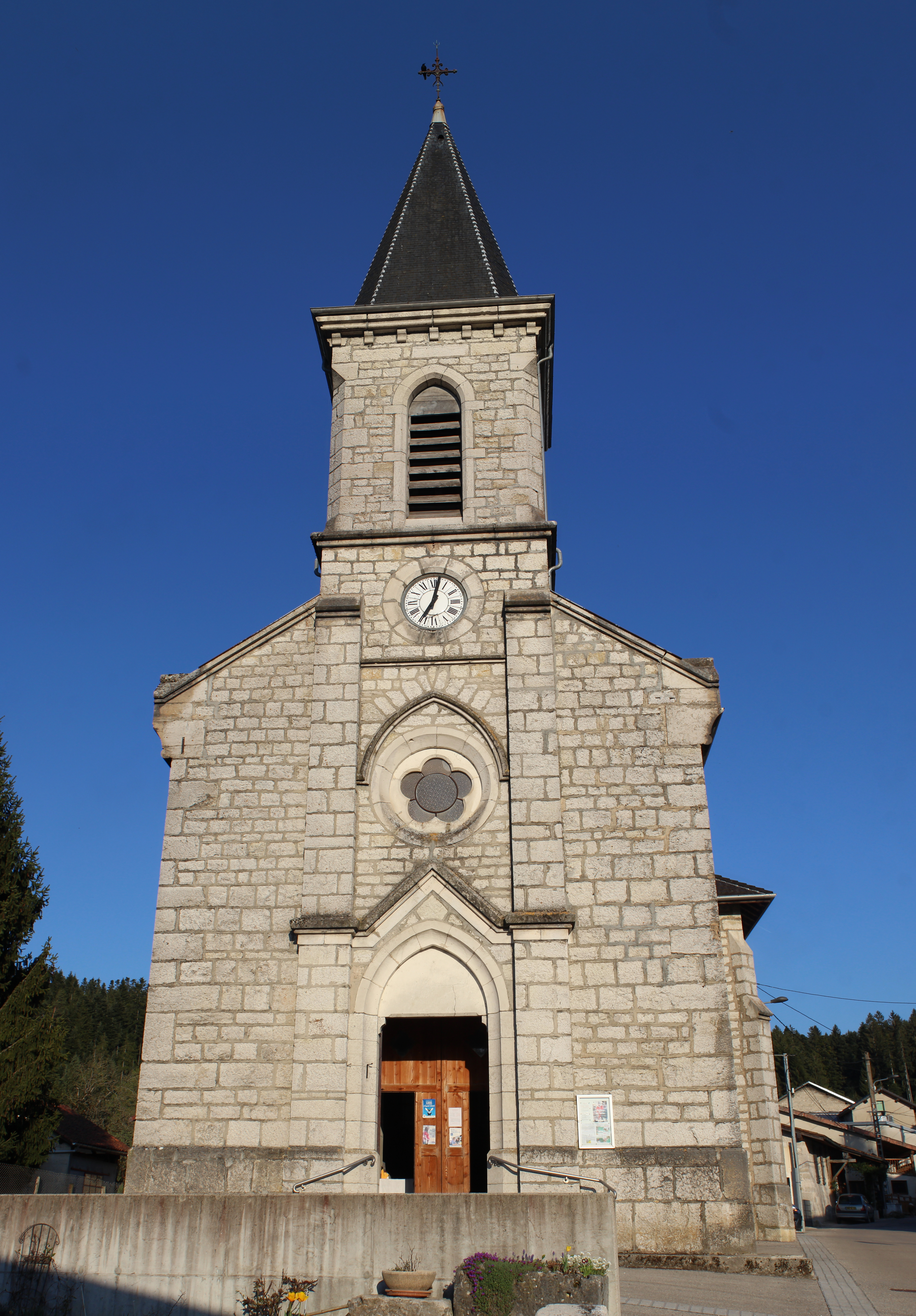
생피에르 교회

## 같이 보기
- 앵주의 코뮌 목록